# Мечеть Курганча
Мече́ть Курганча́ (узб. Qoʻrgʻoncha masjidi / Қўрғонча масжиди; тадж. Масҷиди Қӯрғонча) — небольшая махаллинская (квартальная) мечеть в старой части города (так называемый старый город) Самарканда, на территории одной из махаллей в центре города. Находится на улице Умарова, в 400 метрах к юго-западу от площади и ансамбля Регистан, и в 450 метрах к северо-востоку от мавзолея Гур-Эмир, в нескольких метрах к югу от литературно-мемориального дома-музея Садриддина Айни. 

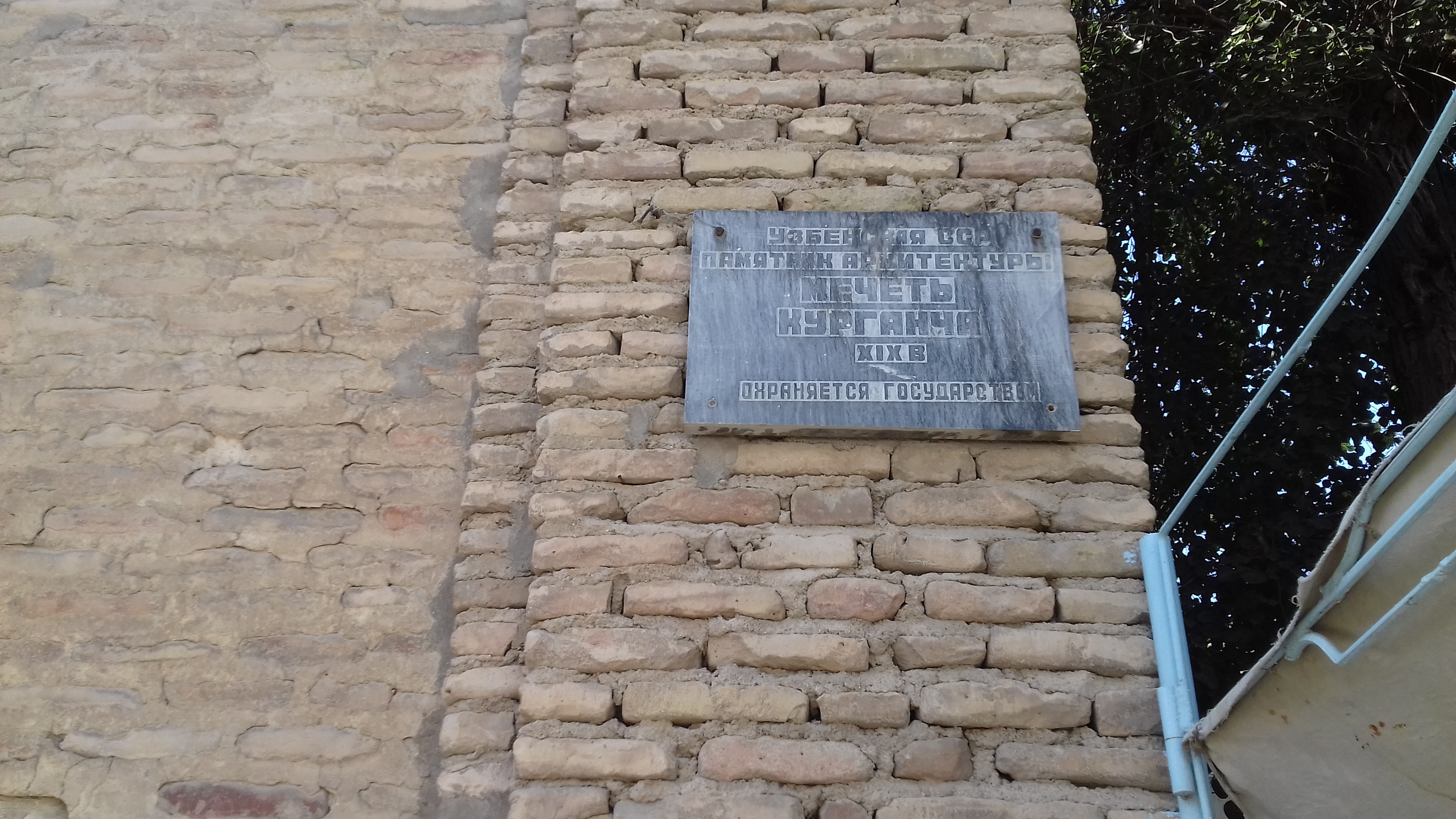
Информационная табличка на стене мечети

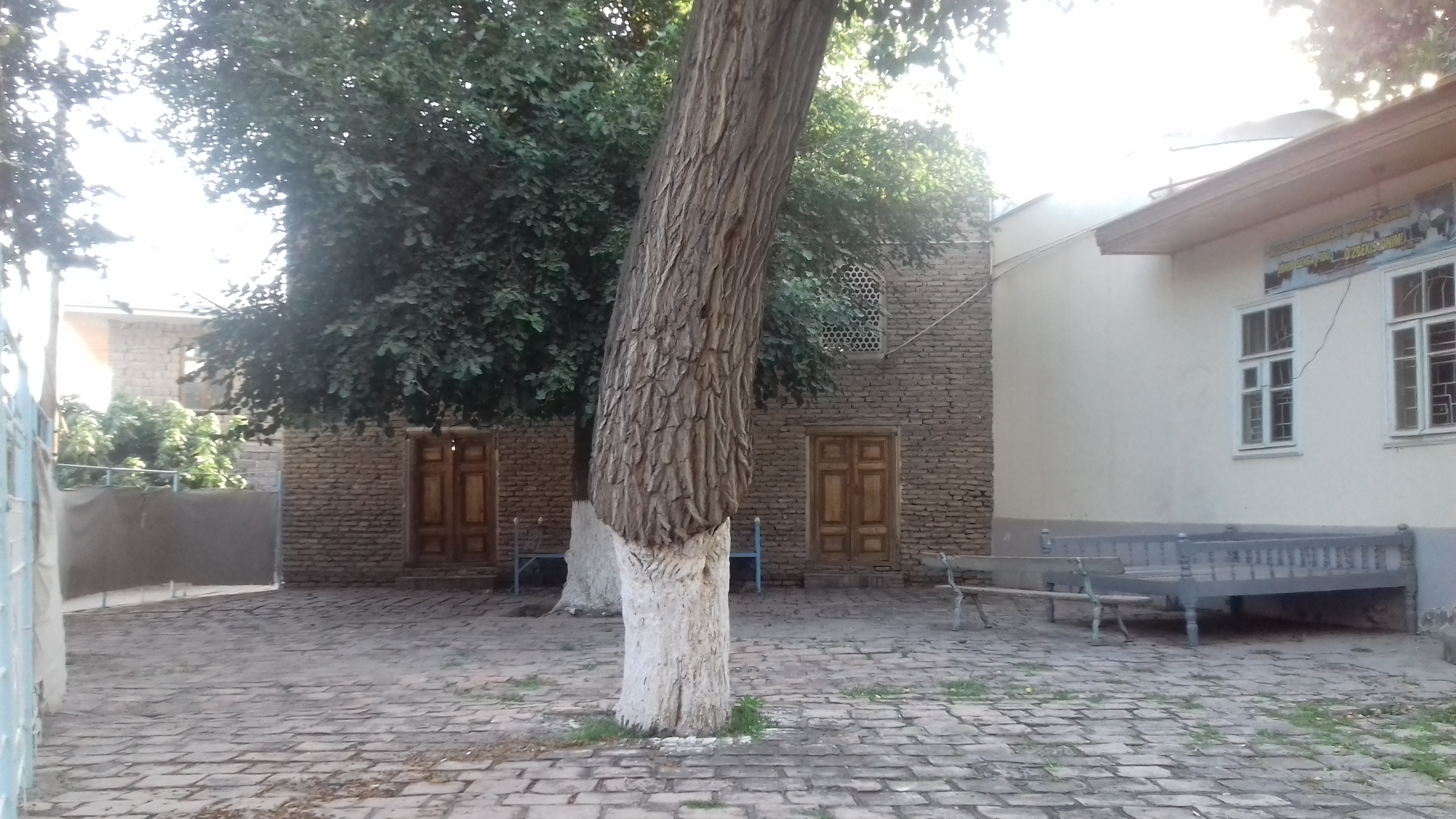
Вид на мечеть с дворика

Мечеть Курганча построена в XIX веке, и ныне не используется по назначению, является недействующей мечетью. Имеет небольшой дворик, где растут старые тутовники. Вместе с остальными архитектурными, археологическими, религиозными и культурными памятниками Самарканда входит в список Всемирного наследия ЮНЕСКО под названием «Самарканд — перекрёсток культур». Соседствует с махаллинской чайханой, а также с частными жилыми домами. С задней стороны мечеть соседствует с отелем Zarina.